# Torkretování

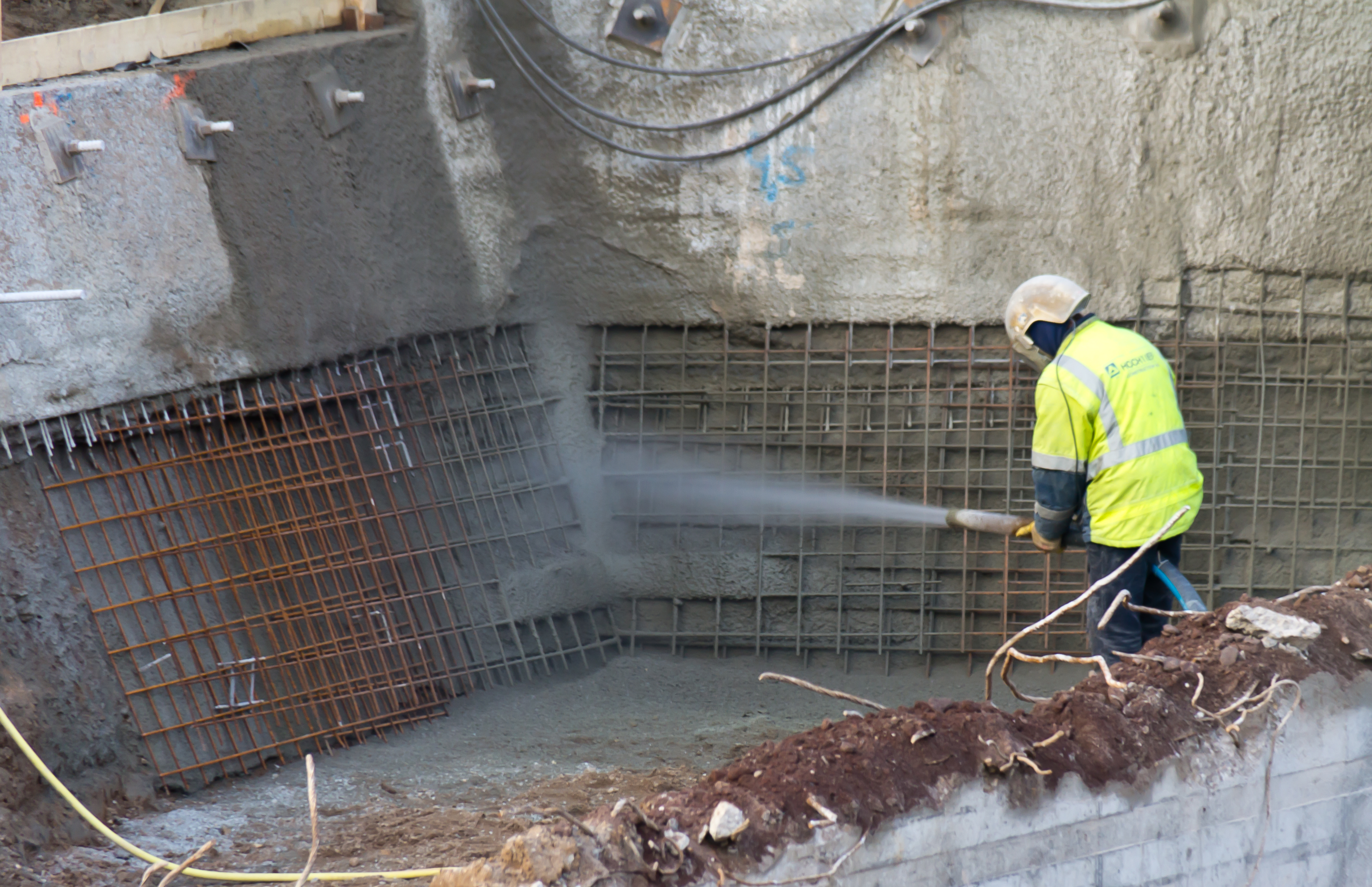
Torkretování na stavbě v Kolíně nad Rýnem

Torkretování či stříkání betonu je metoda nanášení betonové směsi nástřikem pomocí torkretovacího stroje. Torkretování je postup, kdy se suchá směs dopravuje pomocí hadice a stlačeného vzduchu do torkretovací pistole, v níž se smísí s vodou a metá se na svislé konstrukce nebo na stropy.
- max. frakce kameniva 16 mm
- podklad: upevněná ocelová síť ⇒ nástřik betonu / malty
- tloušťka betonu je 5 cm, ale musí obsahovat rozptýlenou výztuž, 2–3 cm bez výztuže

Torkretování se používá rovněž v žárotechnice, v tepelných agregátech jako jsou teplárenské a elektrárenské kotle, cementárny, spalovny odpadu a všude tam, kde je potřeba nanášet žárový beton, mnohdy i za extrémních podmínek a teplot.
V tomto případě a k těmto účelům se používají malé torkretační stroje – děla, kdy stlačený vzduch vyžene z rotujícího sektorového bubnu děla betonovou směs do hadic a na konci dojde v trysce k smísení s vodou a vržení pod tlakem na místo betonáže.